# Antônio Cabrera Mano Filho
Antonio Cabrera Mano Filho GOMM (São José do Rio Preto, 28 de setembro de 1960) é um médico veterinário brasileiro. Durante o governo Collor, fez história ao tornar-se, aos 29 anos, o mais jovem Ministro de Estado da República Brasileira, comandando o Ministério da Agricultura. Por São Paulo, foi secretário da Agricultura durante o governo Mário Covas.
Neto de um imigrante espanhol, Antonio foi ministro da Agricultura no governo Fernando Collor, entre 3 de abril de 1990 a 2 de outubro de 1992. Em agosto de 1990, como ministro, Mano Filho foi admitido por Collor à Ordem do Mérito Militar no grau de Grande-Oficial especial.
Em 2002, candidatou-se ao governo de São Paulo, pelo PTB, tendo sido o 7° colocado com 200.839 votos (1% dos válidos).

## Formação e atuação profissional
Antonio Cabrera Mano Filho é graduado em Medicina Veterinária pela Universidade Estadual Paulista (UNESP), campus de Jaboticabal, e possui especialização em produção animal realizada na Índia. Atuou como consultor da Organização das Nações Unidas para a Alimentação e a Agricultura (FAO), tendo visitado o Vietnã em 1988, onde produziu um documentário exibido pela extinta Rede Manchete.
Pertencente a uma tradicional família de produtores rurais do interior de São Paulo (estado), Cabrera assumiu desde jovem a gestão das Fazendas Reunidas Cabrera, um conglomerado agropecuário com atuação em cinco estados brasileiros. O grupo se destacou na produção de café, comércio de gado e na criação de búfalos, sendo considerado um dos maiores do país nesse segmento. Por sua atuação, Cabrera presidiu a Associação Brasileira de Criadores de Búfalos(ABCB).

## Vida pública
Sua entrada na política ocorreu durante a eleição presidencial no Brasil em 1989, quando coordenou a campanha do então candidato Fernando Collor de Mello na região de São José do Rio Preto. Em abril de 1990, foi nomeado Ministro da Agricultura, tornando-se, aos 29 anos, o mais jovem Ministro de Estado da história da República Federativa do Brasil.
Uma das primeiras medidas do novo governo, ainda antes de sua posse, foi uma ampla reforma administrativa voltada à redução dos gastos públicos e do tamanho do Estado. A reforma extinguiu órgãos vinculados ao ministério, como a Embrater, e transferiu outros para o Ministério da Economia.
Contrário à intervenção estatal na economia, Cabrera implementou uma política de abertura do setor agrícola, reduzindo alíquotas de importação para produtos, insumos e equipamentos. Foi um crítico do excesso de tributação sobre o produtor rural e defensor do fim dos subsídios estatais, defendendo a liberação de preços como mecanismo para estimular a concorrência e a produtividade no campo.
Na condução da política agrária, sempre defendeu um “tratamento técnico” e a “despolitização” do tema. Resistiu a promover desapropriações em áreas invadidas, o que gerou oposição de entidades de trabalhadores rurais e de organizações de esquerda, que viam com desconfiança a atuação de um grande produtor rural à frente da pasta. Em julho de 1990, divulgou uma lista de supostos “falsos sem-terra”, acusando o Partido dos Trabalhadores (PT) e a Central Única dos Trabalhadores (CUT) de liderarem uma “indústria de invasões” de propriedades no país. O PT respondeu divulgando os nomes de 33 trabalhadores mortos em conflitos agrários no primeiro semestre daquele ano, 23 deles durante o governo Collor.
Ainda em 1990, liderou a criação da primeira Lei Agrícola do governo Collor, com destaque para o sistema de financiamento por equivalência-produto, no qual as dívidas rurais passaram a ser corrigidas com base no preço mínimo dos produtos contratados — medida que considerou a maior vitória de sua gestão.
Durante o processo de impeachment de Fernando Collor, em 1992, recusou-se a usar o ministério para interceder politicamente, alegando não liberar recursos públicos com fins eleitorais. Com a saída de Collor, deixou o governo em outubro de 1992, sendo sucedido por Lázaro Barbosa.
Posteriormente, manifestou oposição ao programa de combate à miséria lançado pelo governo Itamar Franco, liderado pelo sociólogo Herbert de Sousa (“Betinho”). Criticou a ausência de representantes do setor agrícola no Conselho de Segurança Alimentar e Nutricional, qualificando o fato como um “descaso injustificável”.
Nota: Apesar de ter sido filiado ao Partido da Frente Liberal (PFL) e ao Partido Trabalhista Brasileiro, Antônio Cabrera Mano Filho não possui atualmente filiação ao Partido da Renovação Democrática, conforme incorretamente citado em algumas fontes.

## Pós-política
Após deixar a vida pública, Antônio Cabrera Mano Filho retornou à administração das propriedades da família, liderando a modernização das atividades agroindustriais, como a substituição da pecuária leiteira pela produção de cana-de-açúcar a partir de 2006. Em reconhecimento à sua contribuição para o setor, foi eleito membro da Academia Brasileira de Agricultura, onde ocupa a cadeira de número 25.
Também tem dedicado sua vida à fé cristã, sendo o primeiro tesoureiro da Igreja Presbiteriana de São José do Rio Preto.
Mais recentemente, passou a atuar como comunicador e educador digital por meio do canal Fé & Trabalho, onde compartilha conteúdos voltados à economia, política, liberdade individual e à fé cristã. Defensor de uma visão de mundo pautada pela cosmovisão cristã, Cabrera promove temas como liberdade econômica, responsabilidade pessoal, combate ao estatismo e ética cristã aplicada à vida pública.

Em 2024, foi agraciado com o Colar de Honra ao Mérito Legislativo do Estado de São Paulo, uma das mais altas condecorações concedidas pela Assembleia Legislativa do Estado de São Paulo, em reconhecimento à sua contribuição à agricultura nacional, à integridade na vida pública e ao papel que exerce como formador de opinião nas áreas de política e fé.